# Michele Fusco
Michele Fusco (* 6. prosince 1963 Piano di Sorrento) je italský římskokatolický duchovní a biskup Sulmony-Valvy.

## Život
Narodil se 6. prosince 1963 v Piano di Sorrento.
Vstoupil do semináře. Studoval na Papežské teologické fakultě Jižní Itálie. Absolvoval také magisterské studium formátorů na Papežské univerzitě Gregoriana v Římě. Dne 25. června 1988 byl arcibiskupem Ferdinandem Palatucci vysvěcen na kněze a inkardinován do arcidiecéze Amalfi-Cava de' Tirreni. Působil v různých pastoračních službách. Byl spirituálem arcibiskupského semináře v Salernu.
Dne 30. listopadu 2017 jej papež František jmenoval biskupem Sulmona-Valva. Biskupské svěcení přijal 4. ledna 2018 z rukou kardinála Crescenzia Sepe a spolusvětiteli byli arcibiskup Orazio Soricelli a arcibiskup Angelo Spina. Do úřadu byl slavnostně uveden 4. února.